# Yehe Nara Wanzhen
Yehe Nara Wanzhen, född 1841, död 1896, var en kinesisk prinsessa. Hon var syster till änkekejsarinnan Cixi, gift med prins Yixuan och mor till Guangxu-kejsaren. Hon var styvmor till prins Zaifeng och därmed styvfarmor till kejsar Puyi.

## Biografi
Yehe Nara Wanzhens syster gifte sig 1852 med kejsaren. År 1860 rekommenderades hon av sin syster som brud till kejsarens bror. Paret fick fyra barn, men alla utom ett avled tidigt. När hennes systerson kejsaren avled 1875, adopterades hennes fyraåriga son av hennes syster och placerades på tronen som Guangxu-kejsaren. Hennes syster Cixi, som var förmyndarregent, tillät henne att regelbundet komma på besök till hovet för att göra det möjligt för henne att se sin son, men hon lyckades aldrig etablera en nära kontakt med honom sedan han blivit kejsare.
Wanzhen beskrivs som neurotisk och aggressiv och påstods bete sig illa mot sina barn, styvbarn och tjänare. Det noteras att hennes son, då han fördes till hovet, var undernärd, och att hennes yngre son, som avled vid fyra års ålder 1884, avled av undernäring. Det har dock också föreslagits att anledningen till detta var att hon var så rädd om sina söner att hon ville hindra dem från att äta sig till döds, något som var ett vanligt problem inom den kinesiska överklassen, och därför gick så långt åt andra hållet för att förhindra det att de istället drabbades av näringsbrist. 
Yehe Nara Wanzhen blev änka 1891, och avled fem år senare. 